# Шикса
Шикса или шиксе (идиш שיקסע‎) — пренебрежительный, грубый и уничижительный, хотя и не всегда — в зависимости от контекста, термин, обозначающий женщину или девушку нееврейского происхождения. 
Это слово из идиша вошло в широкое употребление в английском языке, и в некоторой степени в иврите, а также в польском и немецком языках, через носителей еврейской культуры. От американцев еврейского происхождения термин «шикса» получил широкое распространение среди других жителей Северной Америки. Среди ортодоксальных евреев этот термин может также использоваться для описания еврейской девушки или женщины, которая не следует религиозным заповедям и ведёт оторванный от обычаев, секуляризированный и эмансипированный образ жизни. Эквивалентный термин для мужчины-нееврея, используемый реже, — шегец. Из-за наследования еврейского происхождения по материнской линии, ограничений и запретов в еврейской среде связанных с мужчинами-неевреями — главным образом касающихся брака и сексуальных контактов, намного меньше.

## Этимология
Слова шикса частично происходит от слова на иврите (ивр. שקץ‎) шекец, означающего «мерзость», «нечистый» или «объект ненависти», в зависимости от перевода. Согласно Оксфордскому словарю английского языка, оно вошло в употребление в английском языке в конце XIX века от идишского «шиксе» (shikse), которое представляет собой адаптацию ивритского слова «шикша» (šiqṣâ), которое происходит от «шекеш» (sheqeṣ) («ненавистный объект») с добавлением суффикса -â. Шекеты («мерзость») изначально появились в Талмуде чаще для обозначения людей, чем для описания некошерных действий.
Некоторые словари отмечают сохранение уничижительности и оскорбительности значения термина шикса, применительно к нееврейской девушке или женщине.

## Северная Америка

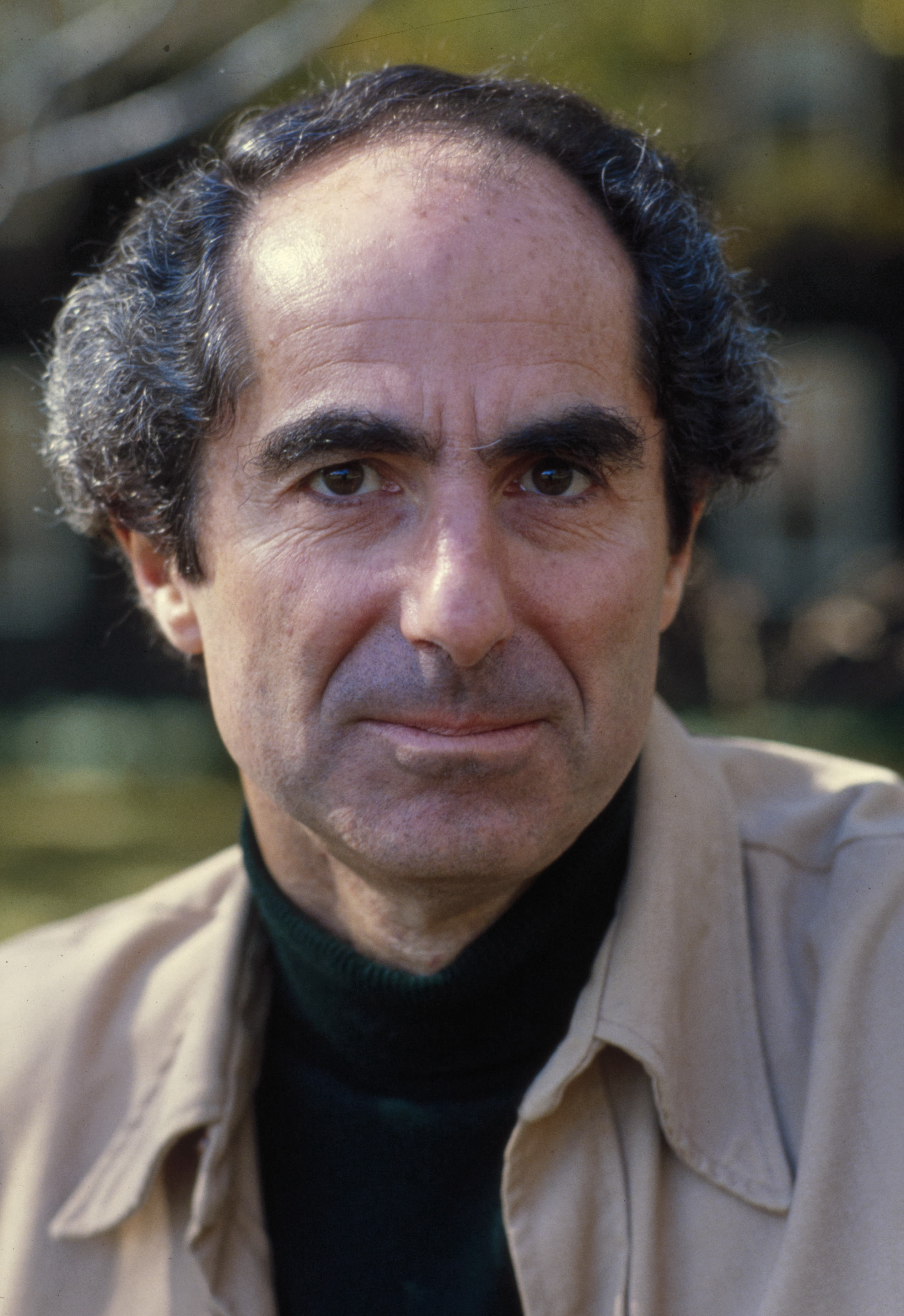
Писатель Филип Рот своими произведениями «джентрифицировал» для американцев это экспрессивное слово

В еврейских общинах Северной Америки использование слова «шикса» несёт больше социальных смыслов, чем простая грубость в отношении нееврейских женщин. В культурном отношении это слово часто применяется американцами и американскими евреями, и не только, в юмористическом нарративе. Термин шикса также обладает сильной сексуальной коннотацией и эротизированной смысловой нагрузкой.
Женщина, как правило, может называться шиксой в исходном пейоративном значении этого слова, если употребляется в системе понятий и определений носителями ортодоксальных религиозных обычаев и культуры иудаизма. Несмотря на то, что термин «шикса» появлялся в литературе на идише на протяжении многих десятилетий, в широкий обиход он вошёл после его популяризации в произведениях американского писателя еврейского происхождения Филипа Рота.
В Северной Америке этот термин хотя ещё и считается ругательным, но воспринимается в обществе как относительно несерьезное и легковесное определение. Хотя иногда реакция на его использование ещё бывает острой. В 2009 году случай его применения в Торонто был квалифицирован как преступление на почве ненависти. В 2014 году раввин Джек Абрамовиц назвал использование термина шикса «просто неоправданным», посчитал его «унижающим, расистским и женоненавистническим».

## В массовой культуре
Шикса появилась как характерный типаж в литературе на идише. В произведении Хаима Нахмана Бялика «За забором» молодая женщина-шикса забеременела от еврейского мужчины, но была оставлена им ради еврейской невесты. Её бабушка была выведена как шикса-ведьма. Более опасные шиксы в литературе встречаются в «Женщине и торговце» Шмуэля Йосефа Агнона, в которой шикса планирует съесть еврея, с которым она встречается, и «Мониш» Ицхока-Лейбуша Переца, в котором еврей попадает в ад за любовь к блондинке-шиксе.
По мере того как евреи всё шире были представлены в американской культуре в XX веке, стало появляться все больше персонажей-шикс. «Ирландская роза Эби» сосредоточилась на отношениях шиксы и главного героя. Фильм «Певец джаза» также пошёл по этому сценарию. Книги Филипа Рота сделали этот термин общепринятым, особенно его роман «Случай Портного» в 1969 году. Рот поместил табуированную природу шиксы в культурный, а не в религиозный, еврейско-американский контекст. Его работы повлияли на работы Вуди Аллена, в чьих фильмах часто поднималась эта тема. В журнале «Los Angeles Review of Books» отмечается, что с появлением большего количества персонажей-шикс, особенно на телевидении, эта тематика стала менее табуированной и стала ходовым сюжетом.
Актрисы Кэндис Берген и Дианна Агрон неоднократно играли «архетипичных шикс».
В третьем эпизоде The Serenity Now девятого сезона телесериала «Сайнфельд», термин шикса используется для описания персонажа Элейн, так как каждый еврей, которого она встречает, испытывает к ней влечение.
В телесериале «Теории большого взрыва», во втором эпизоде «Гипотеза Джимини» третьего сезона, еврей Говард Воловиц полусерьёзно объясняет другу Раджешу Кутрапали термин «шикса» так: «Мы [евреи] не молимся им — мы охотимся на них!» (англ. We don't pray to them - we prey on them!).
В «Аббатстве Даунтон» в восьмом эпизоде пятого сезона, термин «шикса» используется еврейским лордом Синдерби, когда он беседует с сыном о его англиканской невесте леди Роуз МакКлэр. Он не даёт родительского одобрения на брак сына с этой нееврейкой.